# Sénat du Michigan
Capitole de l'État du Michigan, Lansing
Le Sénat du Michigan (en anglais : Michigan Senate) est la chambre haute de la législature du Michigan, l'organe législatif de l'État américain du Michigan.

## Composition
Le Sénat du Michigan compte 38 membres. Les sénateurs sont élus tous les quatre ans, en même temps que le gouverneur du Michigan, dans chacune des 38 circonscriptions de l'État (qui comptent de 212 400 à 263 500 habitants).

## Siège
Le Sénat du Michigan siège au Capitole de l'État du Michigan situé à Lansing.

## Représentation
|                   |                 |         |    |   |  |  |
| Parti républicain | Parti démocrate | Vacant  |    |   |  |  |
| Fin 2020          | 22              | 16      | 38 | 0 |  |  |
| Début 2021        | 20              | 16      | 38 | 2 |  |  |
| %                 | 52,63 %         | 42,11 % |    |   |  |  |

Le Parti républicain est majoritaire au Sénat depuis 1983.